# William Luther Hill
William Luther Hill, född 17 oktober 1873 i Gainesville, Florida, död 5 januari 1951 i Gainesville, Florida, var en amerikansk demokratisk politiker. Han representerade delstaten Florida i USA:s senat från 1 juli till 3 november 1936.
Hill var först verksam inom bank- och försäkringsbranschen. Han avlade 1914 juristexamen vid University of Florida och arbetade sedan som advokat i Gainesville. Han var sekreterare åt senator Duncan U. Fletcher 1917-1936. Senator Fletcher avled 1936 i ämbetet och Hill blev utnämnd till senaten fram till fyllnadsvalet senare samma år. Han kandiderade inte i fyllnadsvalet utan bestämde sig för att återvända till arbetet som advokat. Hans grav finns på Evergreen Cemetery i Gainesville.